# 卵形盘肠蚤
卵形盘肠蚤（学名：Chydorus ovalis）为盘肠蚤科盘肠蚤属的动物。分布于日本、印度尼西亚、瑞典、挪威、英国、拉丁美洲、北美洲、大洋洲以及中国大陆的广东、广西、浙江、江苏、江西、湖北、四川、河北、吉林、黑龙江、云南、西藏、新疆等地，常见于浅小的水域中以及湖泊或水库的沿岸区。